# Площадь Салавата Юлаева
Площадь имени Салавата Юлаева — городская площадь в городе Уфе. Находится напротив Телецентра, в начале улицы Заки Валиди.
От южной части площади начинается аллея к памятнику Салавату Юлаеву. К северной части площади примыкает сквер Мажита Гафури, к восточной — Конгресс-холл «Торатау» и спуск к Черкалихину оврагу и Уфимскому амфитеатру, к западной — выход на смотровую площадку Безымянного оврага («Ключ») и Центру образования № 35. В южной части площади находится фонтан.
Часть площади занимает автостоянка, на которой в ночное время устраиваются дрифт на автомобилях и мотоциклах, включается громко музыка.

## История
До строительства Телецентра Уфы, территорию занимала Черкалихина слобода с частными домами усадебного типа дореволюционной постройки.
В 1941 году, после эвакуации во время Великой Отечественной войны в Уфу, скульптор Сосланбек Тавасиев руководил Уфимским отделением Союза художников СССР. В этот период он изучил историю и легенды о Салавате Юлаеве — башкирском национальном герое, участнике Крестьянской войны 1773—1775 годов и сподвижнике Емельяна Пугачёва, и задумался о создании памятника Салавату Юлаеву.
В 1956—1959 годах на месте, первоначально отведённом под памятник Салавату Юлаеву, построено здание Телецентра и башня высотой 192 м. Площадь, запроектированная перед будущим памятником, находилась в начале улицы Фрунзе (ныне — улица Заки Валиди).
17 ноября 1967 года, после 25 лет проектирования и работы, памятник Салавату Юлаеву открыт рядом на новом месте — на южном склоне Черкалихиной горы. Благодаря Сосланбеку Тавасиеву, при поддержке Министра культуры БАССР Клары Тухватуллиной, он убедил, что памятник, и уже построенные здание и башня Телецентра не будут мешать друг другу.
В 1970—1980-е годы на площади по выходным устраивались студенческие праздники; площадь стала местом отдыха уфимцев и гостей города.
В 2007 году площадь реконструирована: в южной части построен фонтан, разбиты новые цветники, расширена автостоянка, уложена брусчатка.
В 2013—2014 годах площадь благоустроена ООО «Уралагротехсервис».
28 июня 2019 года на площади, перед зданием Телецентра, открыт памятник башкирскому и татарскому поэту Шайхзаде Баби́чу.

## Галерея

Ансамбль площади Салавата Юлаева
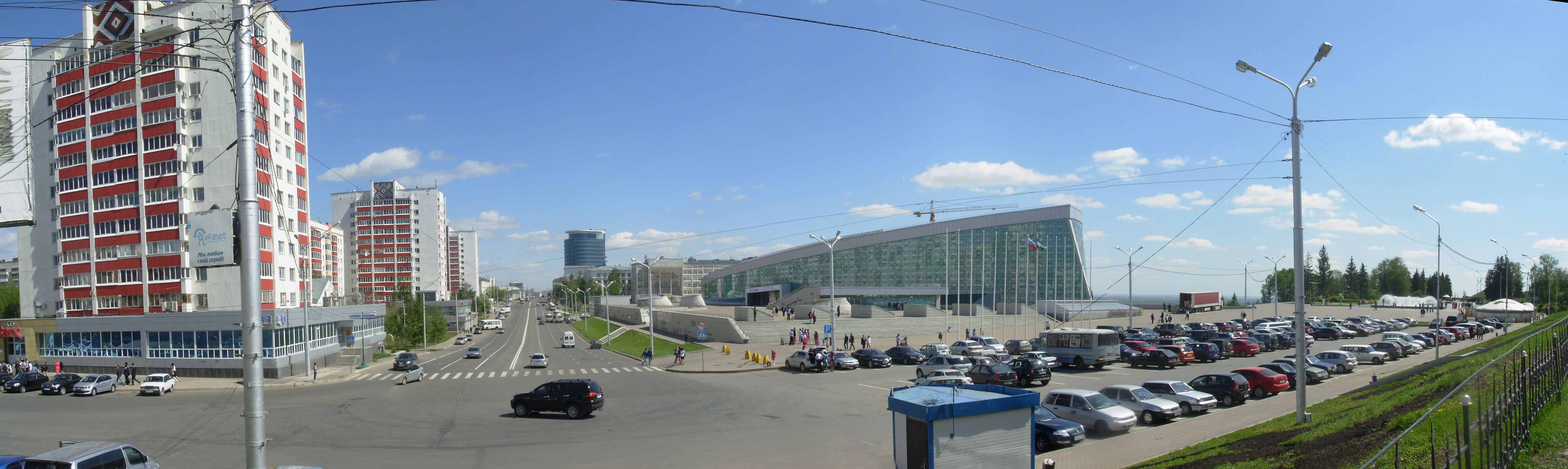
Вид со стороны Телецентра
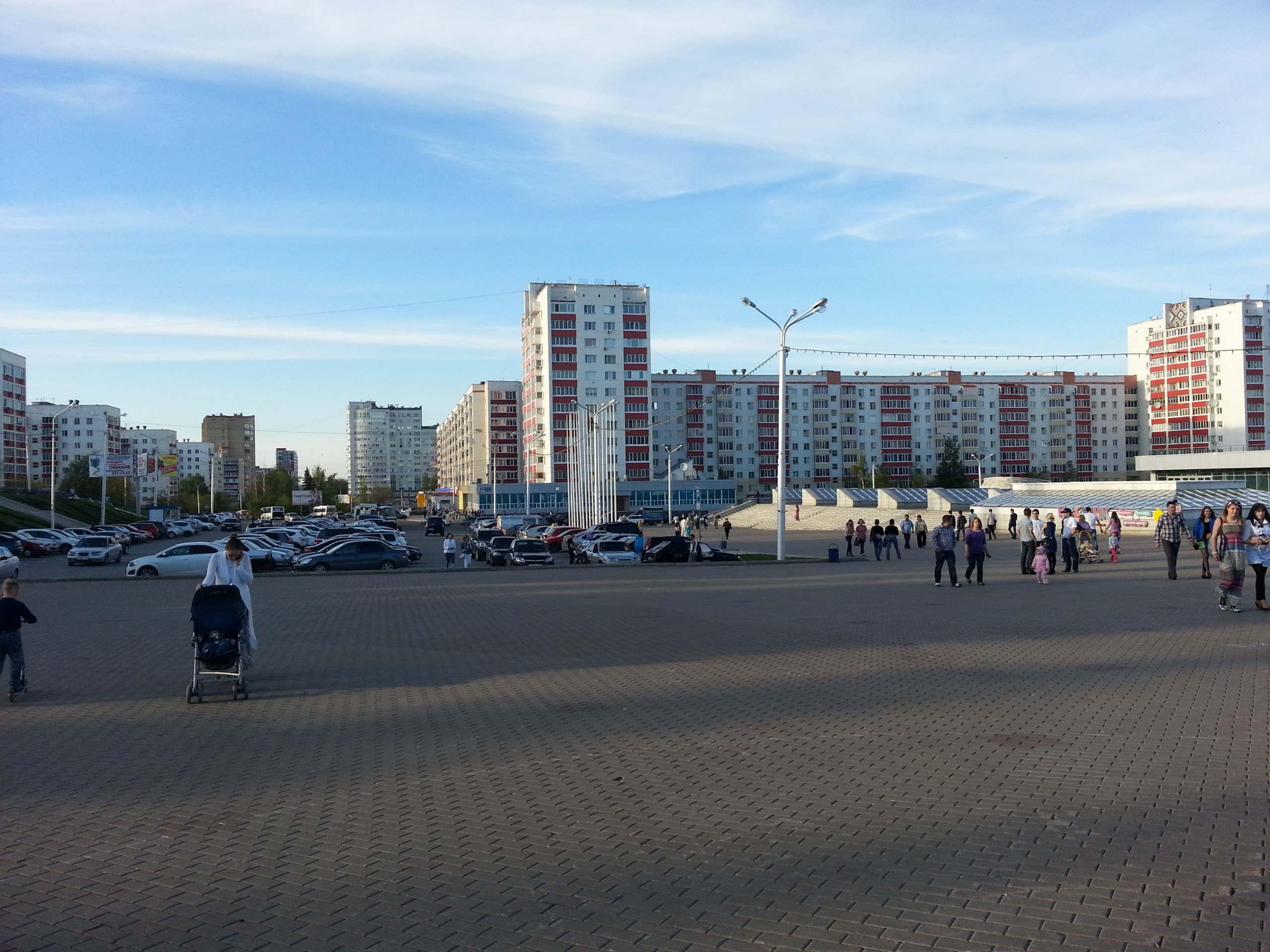
Вид со стороны памятника Салавату Юлаеву
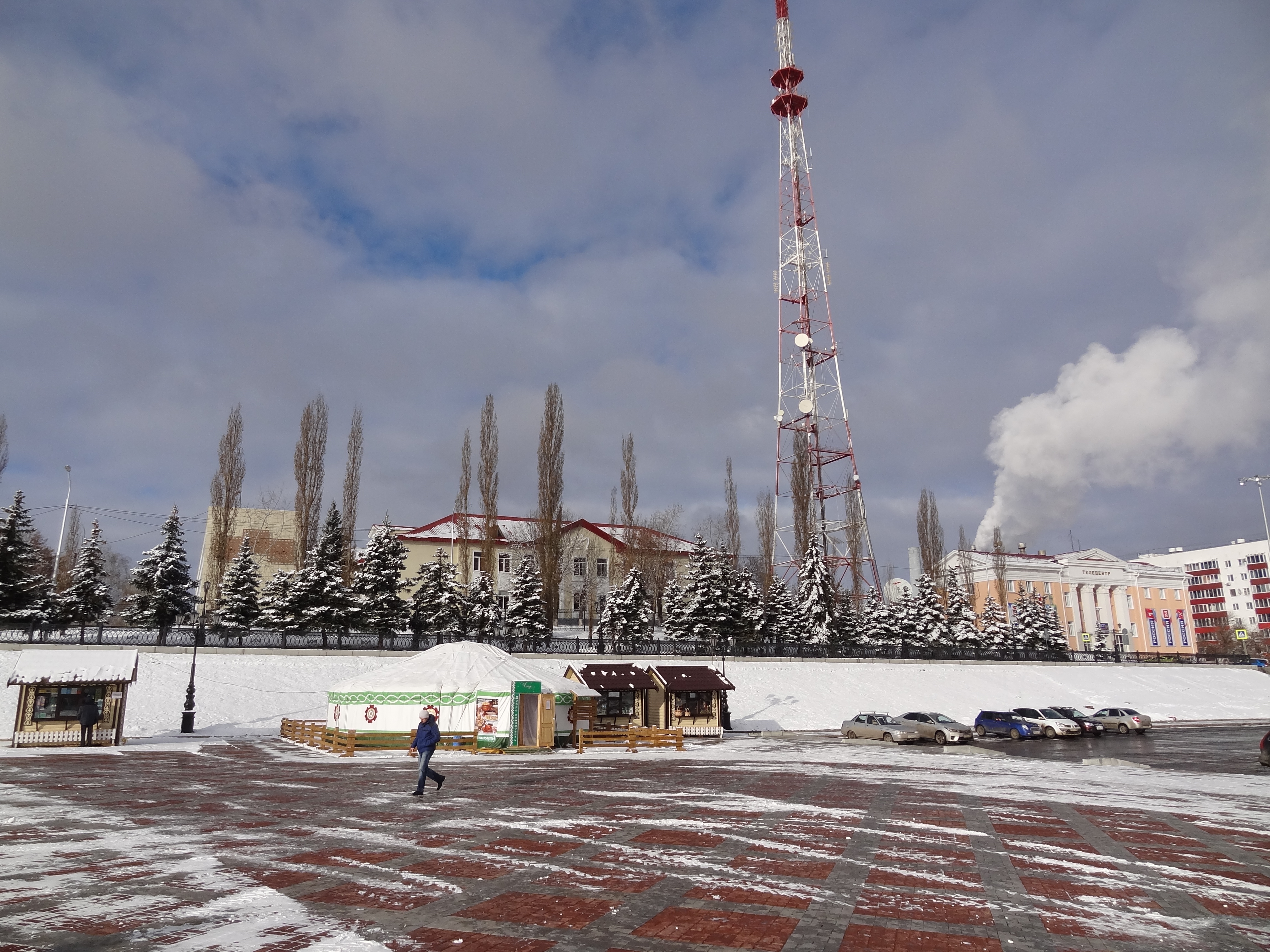
Здание и телебашня Телецентра Уфы, здание Центра образования № 35
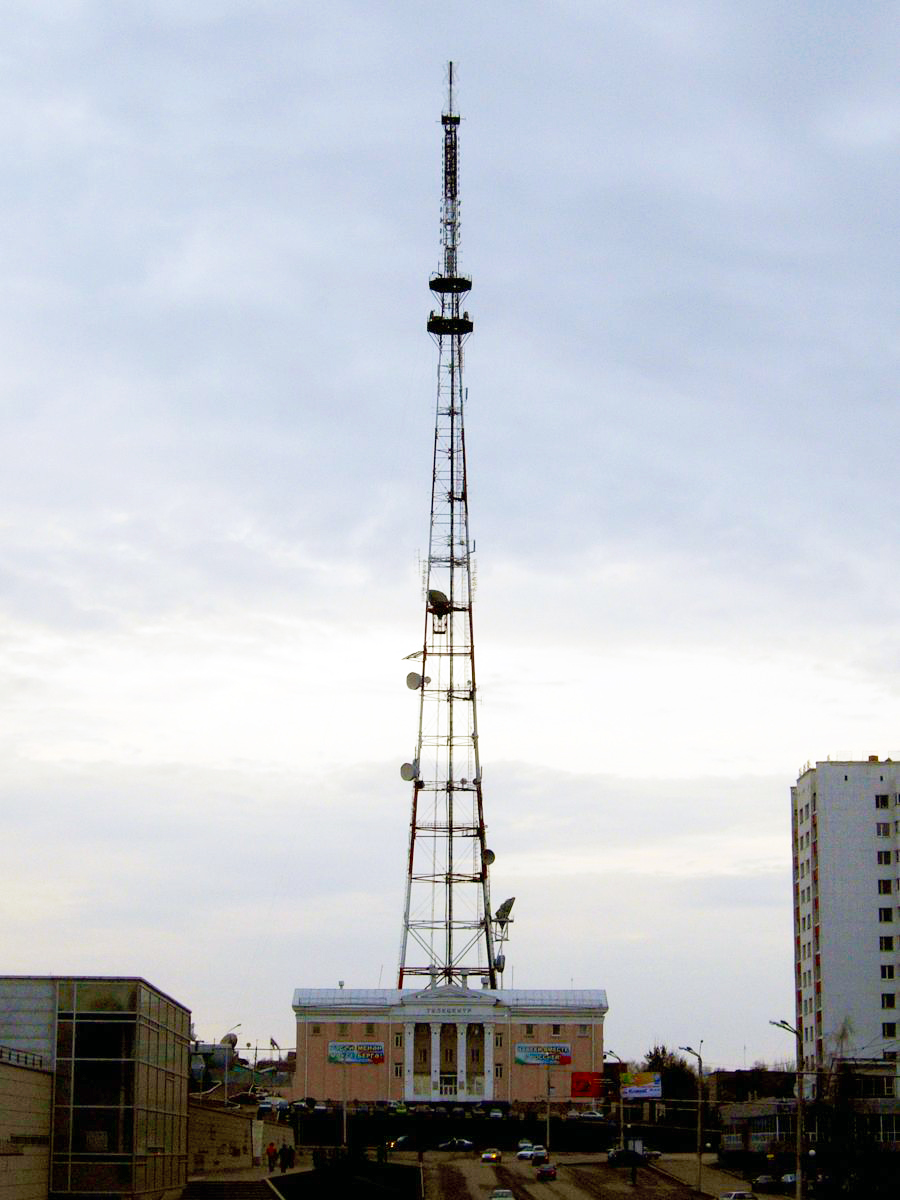
Здание и телебашня Телецентра Уфы
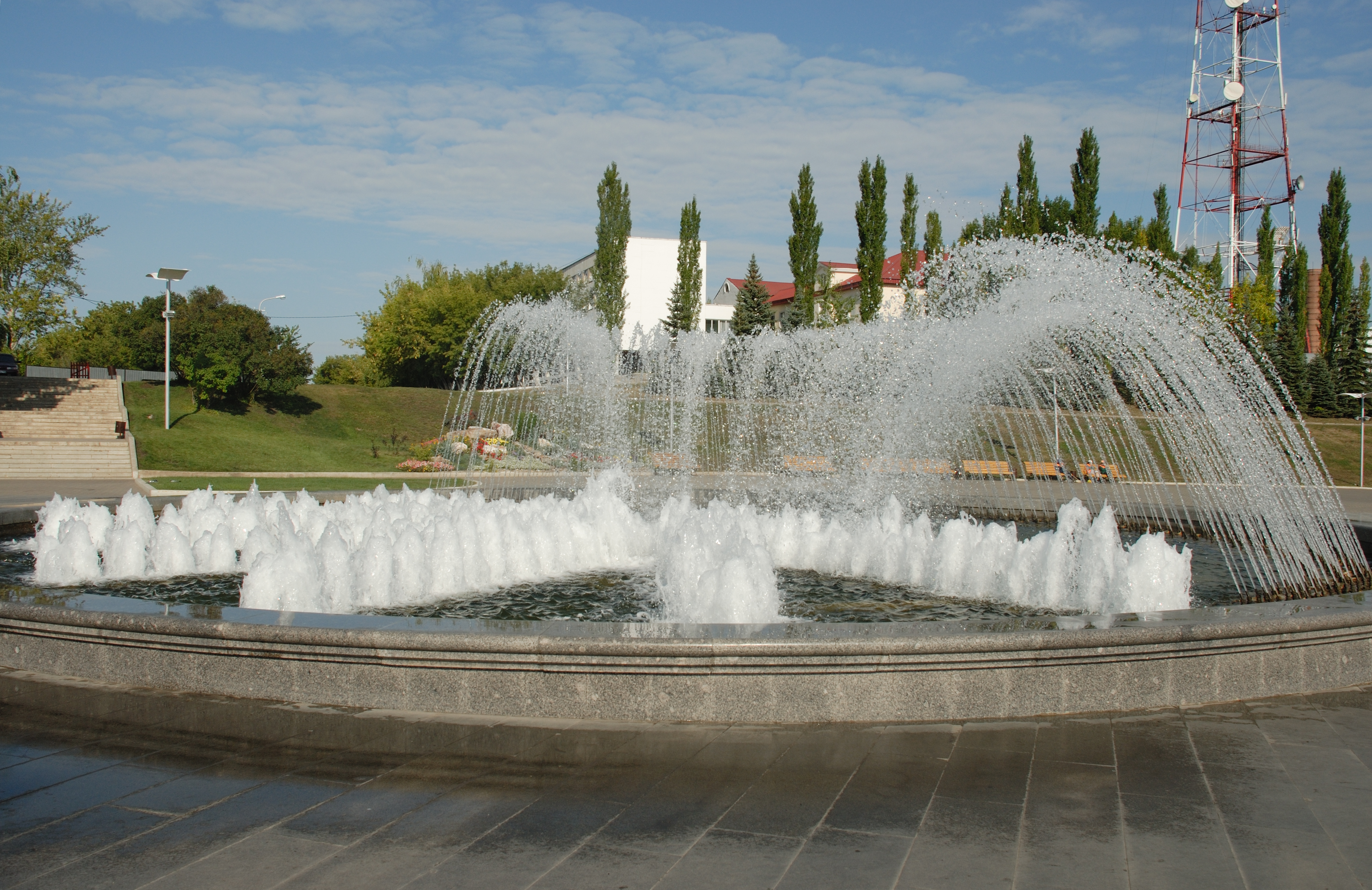
Нижняя чаша фонтана на площади
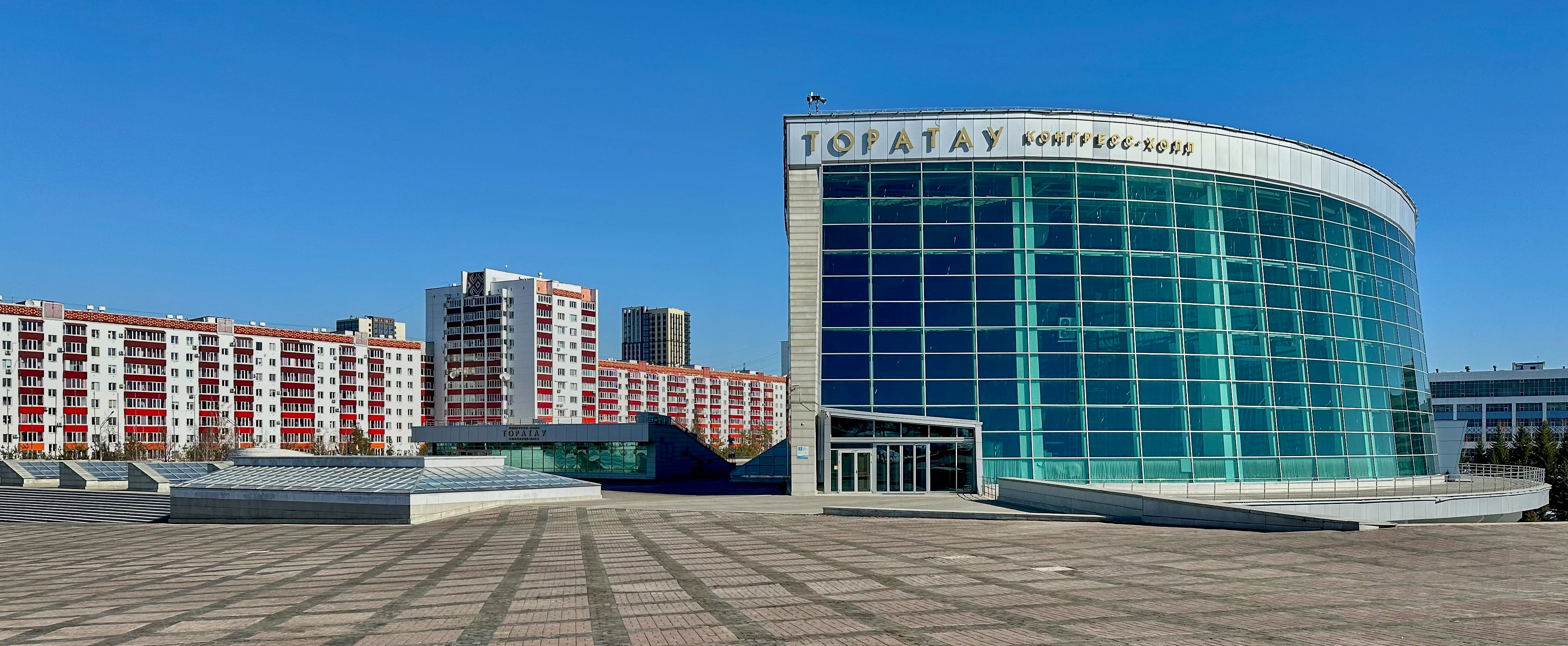
Конгресс-холл «Торатау»
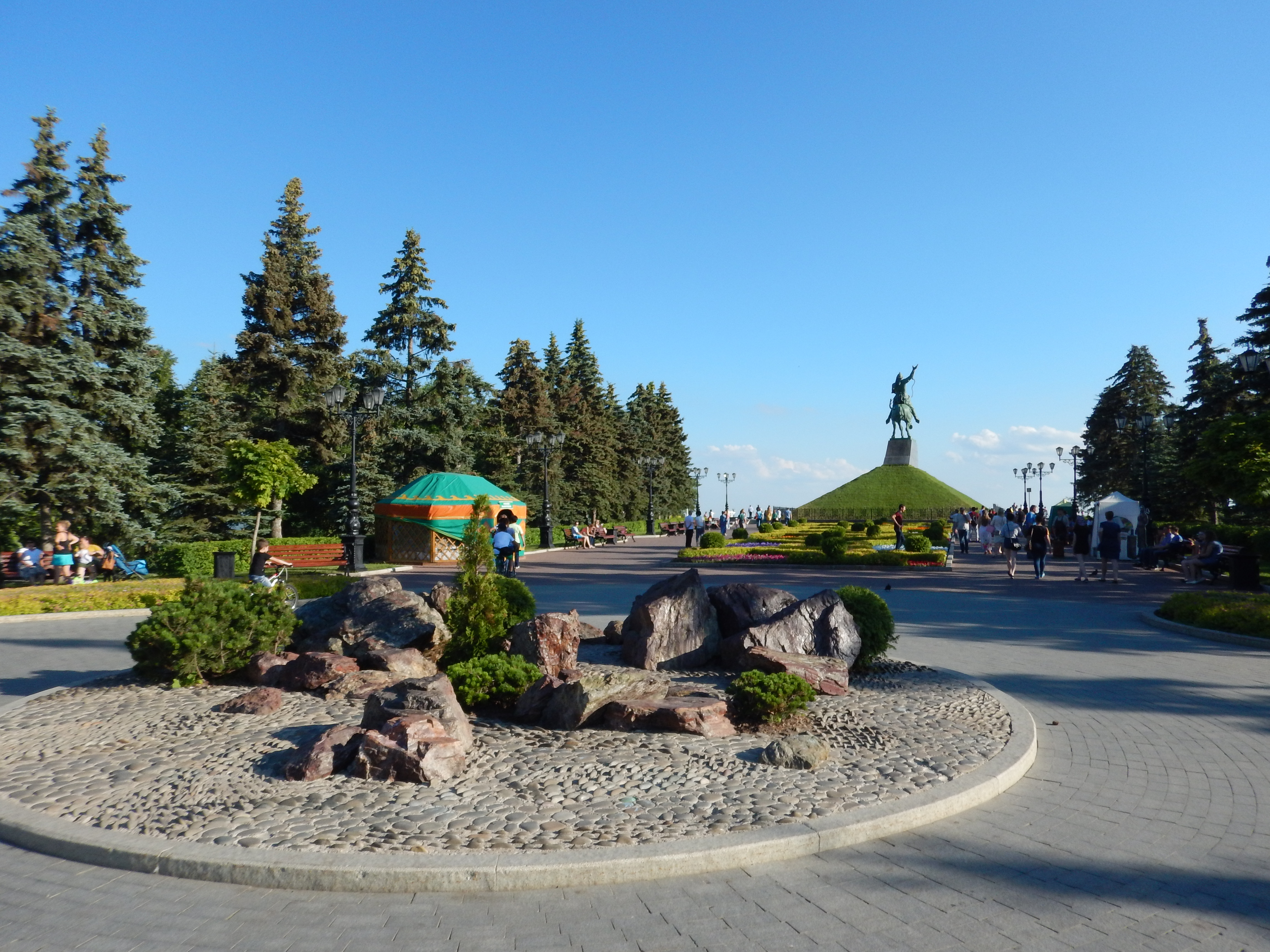
Аллея к памятнику Салавату Юлаеву
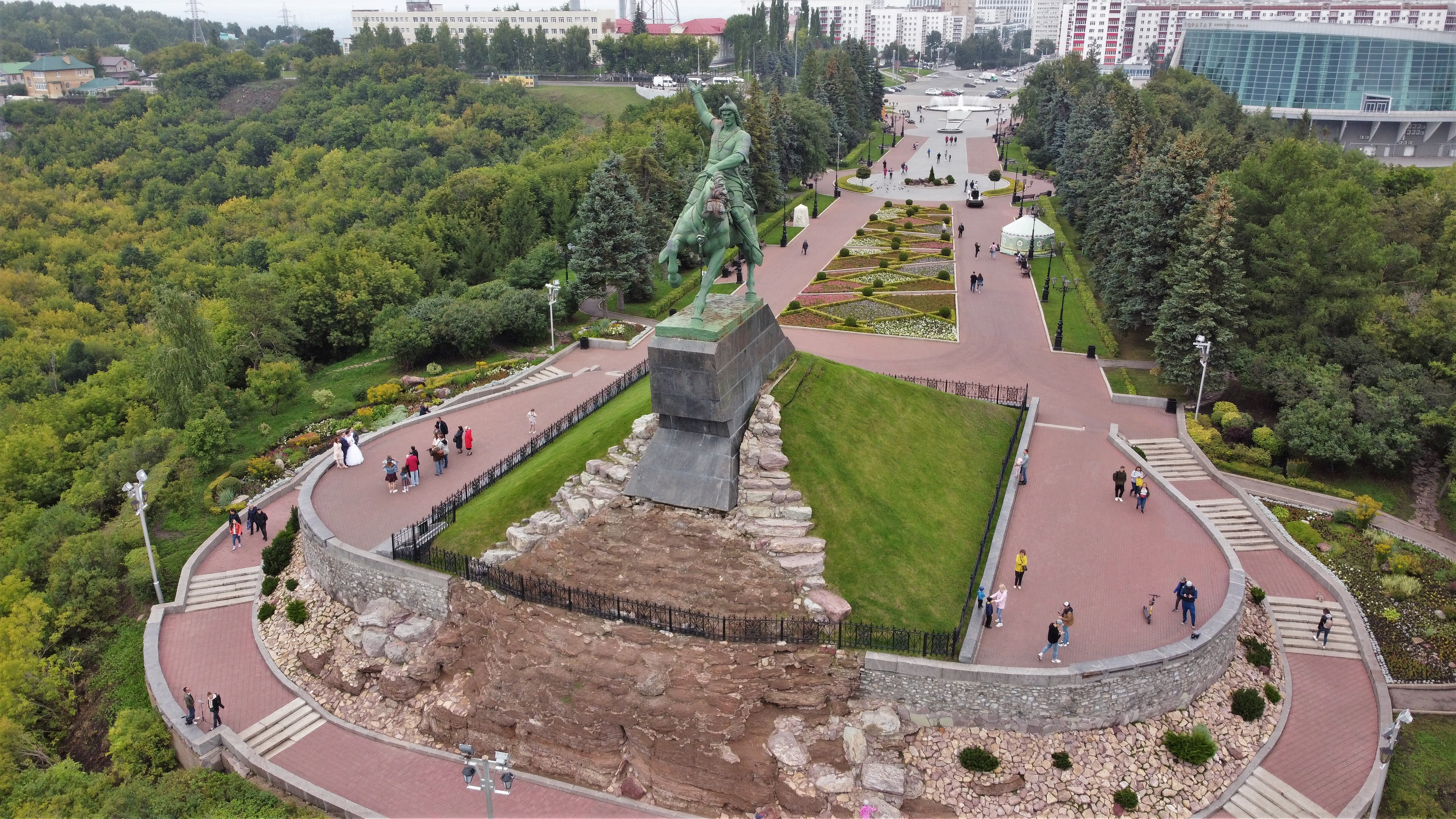
Памятник Салавату Юлаеву и аллея от памятника к площади